# 鄭評
鄭評（1927年—1974年8月11日）本名鄭智仁，臺灣高雄人，台灣獨立運動參與者，由於組織暗殺蔣經國而被判處死刑。
鄭評出生於貧苦家庭，自小信奉基督教，並且在教友協助之下在台北市開麵包店維生。1971年10月，鄭評與台灣基督長老教會牧師林義昌（廖文毅的表兄弟）前往日本參與基督教反共聯合會國際大會，因此認識史明，並且參與獨立台灣會活動，學習政治和游擊戰課程並參與訓練。
鄭評回台灣之後便開始活動，並與游進龍、黃坤能、柯金鐘、賴錦桐等人組成「台灣獨立革命軍鄭評小組」，除了到處散發「台灣獨立萬歲」標語，並且開始收買槍枝武器，準備槍擊蔣經國。但是由於賴錦桐的出賣，鄭評等台灣獨立革命軍成員都於1973年5月被捕。1974年4月，鄭評被判處死刑，黃坤能、洪維和、林見中等三人各判無期徒刑，柯金鐘、游進龍處有期徒刑十年，其他人因自首而無罪。1974年8月11日，鄭評在安坑刑場被執行槍決。
鄭評妻子早逝。文史工作者李禎祥訪談黃坤能，得知三件事：鄭評次子鄭遷進受鄭評牽連入獄，根據判決書與同案七人被「另案處理」，日後失聯不知下落；鄭評女兒不管找什麼工作都被警察刁難而失業，最後受不了打擊而發瘋；鄭評長子鄭遷生淪為遊民，台獨人士林樹枝抨擊史明：「1997年，鄭評的大漢好生鄭遷生當街友，又罹患了肝癌急須救援時，我拜託這位所謂的『偉大的』革命導師，『請看在鄭評份上，救救鄭遷生』；但他竟不理不睬，這是什麼『革命者』？」。